# Tallkräfta
Tallkräfta (Lachnellula subtilissima) är en svampart som först beskrevs av Mordecai Cubitt Cooke, och fick sitt nu gällande namn av Dennis 1962. Tallkräfta ingår i släktet Lachnellula och familjen Hyaloscyphaceae.  Arten är reproducerande i Sverige. Inga underarter finns listade i Catalogue of Life.